# 政治顏色
政治顏色是指特定顏色代表意識形態、運動或政黨的情況，包括官方和非官方的情況。不同國家的政黨有時會使用同樣的顏色。如左派政黨普遍偏好使用紅色，藍色則是保守派政黨偏好使用的顏色，黃色則是自由主義政黨偏好的顏色，綠色政治則直接得名於該意識形態的政治代表色。

## 紅色
共产党、社会民主党及其他传统左派社會民主主義政党大多数使用红色或粉红色为标志，惟少數的右派保守主義政黨會使用紅色。

### 右翼保守主義政黨
- 美国：共和黨
- ：國民力量
- 泰國：為泰黨
- 香港：創建力量
- 澳門：民眾建澳聯盟

### 左翼社會民主或民主社會主義政黨
- ：澳大利亞工黨
- 巴西：勞工黨
- 加拿大：加拿大自由黨
- 欧盟：歐洲社會黨
  -  奥地利：奧地利社會民主黨
  -  比利时：社會黨
  -  ：克羅地亞社會民主黨
  -  芬兰：芬蘭社會民主黨
  -  法國：不屈法國
  -  德国：德國社會民主黨
  -  匈牙利：匈牙利社會黨
  -  爱尔兰：工黨
  -  義大利：民主黨
  -  盧森堡：盧森堡社會工人黨
  -  荷蘭：工黨、社會黨
  -  西班牙：西班牙工人社會黨
  -  瑞典：瑞典社會民主工黨
- 香港：社會民主連線
- 冰島：社會民主黨
- 墨西哥：國家復興運動
- 新西兰：紐西蘭工黨
- 挪威：工黨
- 瑞士：瑞士社會民主黨
- 土耳其：共和人民黨
- 英国：工黨
- 马来西亚：希望聯盟

### 共产主义政党
- 中华人民共和国：中国共产党
- 中華民國：台灣人民共產黨
- 香港：香港工會聯合會
- 澳門：澳門工會聯合總會
- 古巴：古巴共产党
- 法國：法国共产党
- ：老撾人民革命党
- 俄羅斯：俄羅斯聯邦共产党
- 越南：越南共产党
- 日本：日本共產黨

## 橙色
- 中華民國：親民黨

### 左翼社會民主或民主社會主義政黨
- 泰國：前進黨

## 黃色
自由主義政黨大多數使用黄色為標誌，惟少數的愛國主義政黨會使用黃色。
- 中華民國：時代力量、新黨

### 右翼保守主義政黨
- 日本：國民民主黨

### 左翼政黨
- ：正義黨
- 英国：自由民主黨、蘇格蘭民族黨

## 綠色
綠色政治政黨大多數使用綠色為標誌，惟少數的第三勢力政黨會使用綠色。

### 右翼保守主義政黨
- 日本：自由民主黨、日本維新會
- 澳門：改革創新聯盟（英语：Alliance for Change (Macau)）

### 左翼政黨
- 英国：威爾斯黨、新芬黨
- 中華民國：民主進步黨、綠黨

## 青色
- 中華民國：台灣民眾黨
- 马来西亚：伊斯蘭黨

## 藍色
保守党、茶黨及其他传统右派保守主義政党大多数使用藍色或淺藍色为标志，惟少數的左派自由主義政黨會使用藍色。

### 左翼自由主義政黨
- 美国：民主黨
- ：共同民主党
- 日本：立憲民主黨

### 右翼保守主義政黨
- 中華民國：中國國民黨
- 加拿大：加拿大保守黨
- 欧盟：歐洲人民黨
  -  法國：人民運動聯盟
- 香港：民主建港協進聯盟、香港經濟民生聯盟、新民黨、自由黨、實政圓桌
- 澳門：澳門街坊會聯合總會
- 英国：保守黨
- 泰國：人民國家力量黨、泰自豪黨、民主黨
- 马来西亚：國民陣線

### 右翼本土主義政黨
- 香港：本土民主前線

## 紫色
中間主義政黨大多數使用紫色為標誌，惟少數的愛國主義政黨會使用紫色。
- 香港：民主思路、紫荊黨